# 中国常驻联合国亚洲及太平洋经济社会委员会代表处
中华人民共和国常驻联合国亚洲及太平洋经济社会委员会代表处，简称中国常驻联合国亚太经社会代表处，位于泰国曼谷，是中华人民共和国政府常驻联合国亚洲及太平洋经济社会委员会的外交代表机构，设在中华人民共和国驻泰王国大使馆。

## 历史沿革
1978年7月，中国政府向联合国亚太经社会派驻常驻代表和副代表。1981年，在中国驻泰国大使馆内附设常驻联合国亚太经社会代表处。